# Iberville
Iberville är en del av staden Saint-Jean-sur-Richelieu i Kanada, till 2001 en separat stad. Den ligger i regionen Montérégie och provinsen Québec, i den sydöstra delen av landet, 190 km öster om huvudstaden Ottawa.